# Прусіново (Познанський повіт)
Прусіново (пол. Prusinowo, нім. Preußisch Aue) — село в Польщі, у гміні Курник Познанського повіту Великопольського воєводства.
Населення — 210 осіб (2011).
У 1975-1998 роках село належало до Познанського воєводства.

## Демографія
Демографічна структура станом на 31 березня 2011 року:
|          | Загалом | Допрацездатний вік | Працездатний вік | Постпрацездатний вік |
| -------- | ------- | ------------------ | ---------------- | -------------------- |
| Чоловіки | 108     | 23                 | 76               | 9                    |
| Жінки    | 102     | 18                 | 64               | 20                   |
| Разом    | 210     | 41                 | 140              | 29                   |